# Geelvoorhoofdamazone
De geelvoorhoofdamazone (Amazona ochrocephala) is een amazonepapegaai uit de familie Psittacidae (papegaaien van Afrika en de Nieuwe Wereld).

## Verspreiding en leefgebied
Deze soort komt voor van westelijk Panama tot oostelijk Peru en noordelijk Bolivia en telt vier ondersoorten:
- A. o. panamensis: westelijk Panama en noordwestelijk Colombia.
- A. o. ochrocephala: oostelijk Colombia, Venezuela via de Guyana's en noordelijk Brazilië.
- A. o. xantholaema: Marajó (nabij noordelijk Brazilië in het Amazonebekken).
- A. o. nattereri: van zuidelijk Colombia tot oostelijk Peru, noordelijk Bolivia en westelijk Brazilië.

## Status
De grootte van de populatie is niet gekwantificeerd maar de soort wordt omschreven als algemeen in tenminste sommige delen van zijn verspreidingsgebied. Op de Rode lijst van de IUCN heeft deze soort de status niet bedreigd.